# Гучум-Кали
Гучу́м-Кали́ (чечен. Гучан-кхелли) — село в Итум-Калинском районе Чеченской Республики. Административный центр Гучум-Калинского сельского поселения.

## География

Гучум-Калинское сельское поселение на карте Итум-Калинского района

Село расположено на правом берегу реки Аргун, в 11 км к северо-востоку от районного центра Итум-Кали.
Ближайшие сёла: на севере — Борзой, на северо-востоке — Нихалой и Горгачи, на юге — Ушкалой, на юго-западе — Гухой.

## История

### Эпоха средневековья
В подземном склепе, разрушенном при строительстве опоры ЛЭП, была обнаружена монета середины XIV века.

### XX век
В 1944 году коренное население ЧИ АССР было выселено. После восстановления ЧИ АССР чеченцам было запрещено возвращаться в свои исконные районы: Галанчожский, Шатойский и Итум-Калинский.

## Памятник средневекового зодчества
Гучум-Калинская сторожевая башня располагается на большом скалистом мысе, который образует маленькая речка Гучангин-эрк, при впадении с правой стороны в реку Чанты-Аргун. Крепость направлена углами по сторонам света. Укрепленная башня была построена из тщательно подобранных, а в отдельных случаях и из хорошо обработанных камней на известковом растворе. Юго-восточная и северо-восточная стены целиком утрачены. Юго-западная стена являлась фасадом.

## Население
| 1990 | 2002 | 2010 |
| ---- | ---- | ---- |
| 170  | ↗231 | ↘221 |